# Њемачка и геноцид над Јерменима
Њемачко царство је за вријеме Првог свјетског рата било војни савезник Османског царства, који је извршило геноцид над Јерменима. Многи Нијемци који су се нашли у источној и јужној Анадолији били су свједоци геноцида, али су цензура и аутоцензура омеле ове извјештаје, док су њемачке новине извјештавале о турском порицању геноцида. Око 800 њемачких официра и 25.000 њемачких војника били су саставни дио турске војске и били су подређени њеној команди и генералштабу. Њемачки официра су потписали наредбе које су довеле до депортације Јермена. Иако су поједини Нијемци покушали да објаве судбину Јермена или да спасу животе, њемачка држава је критикована због „крајње моралне равнодушности” према тешком положају Јермена и што није учинила ништа да заустави геноцид. Бундестаг се 2016. извинио за „неславну улогу” Њемачке у резолуцији којом признаје геноцид.

## Информације
Њемачко царство је било одговорно за преговоре о Берлинском споразуму којим је одређен статус Јермена у Османском царству. Њемачка под канцеларом Отом фон Бизмарком била је веома скептична према њемачкој умијешаности у питања на Блиском истоку. Та политика почела се мијењати под њемачким царом Вилхелмом II, који је преговара о блиским односима са османским султаном Абдулом Хамидом II упркос прогону Јермена, као што су масакри над Јерменима од 1894. до 1896. године. Савезништво се развило до почетка Првог свјетског рата, а Османско царство под Одбором уједињења и напретка ушло је у рат на страни Централних сила, уједно и на страни Њемачке.
С почетком од априла 1915, многи Нијемци присутни у источним и јужним дијеловима Анадолије постали су свједоци геноцида. Њемачки свједоци су препознали геноцидни карактер депортација. Конзул Макс Ервин фон Шојбнер-Рихтер је 2. јуна 1915. извијестио да је „евакуација такве величине равне масакру, јер због недостатка било каквог транспорта, једва половина ових људи ће жива стићи на одредиште”. Двадесет дана касније, мисионар Јоханес Лепсиус обавијестио је њемачко Министарство спољних послова какве су природе биле систематске депортације:
Очигледно покушај да се што више десеткује хришћанско становништво у царству под велом ванредног стања и коришћењем муслиманског усхићења изазваног Светим ратом, препуштајући га истребљивању одношењем у климатским неповољно и несигурне области дуж граница.
Њемачки конзул у Самсуну је до 17. јула извијестио:
Предузете противмјере не укључују ништа мање од уништења или присилне исламизације читавог народа. Речено је да је одредиште прогнаних из Самсуна била Урфа. Сигурно је да ниједан Јермен хришћанин неће стићи на ово одредиште. Према вијестима из унутрашњости, већ постоје извјештаји о нестанку депортованог становништва из читавих градова.
Према историчару Стефану Ихригу, „њемачки архиви чувају огромну количину таквих извјештаја”. Већина њемачких конзула у Анадолији припремала је извјештаје о геноциду и критиковала га, али је постојао и договор с младотурском владом „да нема писаног записао о… разговорима” о јерменском питању. Неке њемачке дипломате покушале су да помогну Јерменима; Валтер Реслер, њемачки конзул у Алепу, укорен је због велике симпатије. Реслер се такође жалио да је њемачка штампа издавала лажне приче у којима се поричу злочини над Јерменима.
Они који су покушали да повуку ријеч били су збуњени османском цензуром. На примјер, Нијемцима је пријетио затвор јер су фотографисали депортоване Јермене који су погинули током маршева смрти. Информације о геноциду су такође биле цензурисане у Њемачкој, али су казне биле блаже и аутоцензура је имала више ефекта. Њемачке новине су објављивале порицања злочина и регургитирале османски став да Јермене виде као субверзивни елемент, а њихов прогон као оправдан. Према Ихриговим ријечима, све информације биле су доступне њемачкој јавности, али она „није жељела да види”. Историчарка Маргарет Л. Андерсон каже: „Ако не гледамо у преоптерећене  просјечне Нијемце, већ у елите, блиско повезан свијет покретача, колебача и креатора јавног мњења, онда је одговор јасан: сви. А ако питамо, шта су они знали? Одговор, с једнаком сигурношћу, гласи: доста.”

## Багдадска жељезница
Багдадска жељезница се није налазила на главним рутама јерменских депортација или на главним пољима убијања у Сиријској пустињи. Ипак, запослила је хиљаде Јермена прије 1915. и тиме је била увучена у геноцид. Прва употреба жељезнице у сврху геноцида догодила се почетком 1915. када су јерменске жене и дјеца из Зејтуна депортовани возовима за Конију и касније марширали у Сиријску пустињу. Концентрационе логоре су постављени на жељезничким станицама у којима су држане десетине хиљада Јермена прије депортације. Према замјенику директора жељезнице Францу Гинтеру, у просјеку је 88 Јермена смјештано у сточни вагон (уобичајени капацитет за 36 мушкараца), а тек рођена дјеца су узимана од мајки и избачена из воза. Жељезница је плаћена за депортацију Јермена, међутим према Гинтеровом приједлогу новац је потрошен на храну за њих.
У октобру 1915, њемачки официр потпуковник Бетих сапотписао је депортацију Јермена који су радили за жељезницу. Бетих је досљедно кочио напоре жељезнице да задржи своје запослене и спаси Јермене, а Њемачка војска га је подржала у његовом сукобу са жељезницом. Министарство спољних послова је тада преузело снажан, али неуспјешан напор, да уништи све копије овог наређења.
Жељезница је ангажовала што више Јермена, укључујући и оне неквалификоване за потребне послове. Крајем 1915. и почетком 1916, османска влада је захтијевала изручење јерменских радника, као и око 40.000—50.000 удовица и сирочади који су били у логорима поред жељезнице. Иако се жељезничко предузеће противило уз образложење да ће зауставити градњу и путовања, неки радници и њихове породице, који су до тада боравили у логорима поред жељезнице, ипак су депортовани.
Неки њемачки службеници су покушали да документују прогоне фотографисањем и прикупљањем доказа, али је указом Џемал-паше захтијевана предаја свих фотографија и негатива. Након тога, фотографисање је класификовано као шпијунажа, али се ипак наставило упркос ризицима. Франц Гинтер је тајно слао информације у Берлин, гдје су оне стављене на располагање Министарству спољних послова.. Њемачки болничар Армин Вегнер, који је радио за жељезницу, изјавио је:
Често смо, док смо правили логор за ноћ, пролазили поред логора, логора смрти, у којим су били Јермени, беспомоћно протјерани у пустињу, били суочени са својом коначном пропасти. Турци су избјегавали и негирали постојање ових логора. Нијемци нису ишли тамо и понашали су се као да не постоје.

## Кривица
Толерисање екстремног насиља над цивилима било је укоријењено у култури Њемачке. Други Нијемци, укључујући поморског аташеа Ханса Хумана, отворено су одобравали геноцид по националистичким основама, а не по војној нужности.  Након што једна скупина Јермена депортована из Смирне, њемачки заповједник Ото Лиман фон Сандерс стопирао је додатне депортације пријетећи да ће употријебити војну силу да их омете.
Њемачке дипломате су се жалиле на процијењене финансијске губитке њемачких повјериоца у износу од 9,2 милиона њемачких рајхсмарака због геноцида над Јерменима, који нису могли да се надокнаде пошто је османска влада конфисковала „напуштену” јерменску имовину. Њемачке је 1916. добила 100 милиона рајхсмарака одштете од османске владе; послије рата Савезници су заплијенили ову суму. Иако је било повремених њемачких дипломатских протеста против геноцида, Ихриг сугерише да су такви протести „углавном за циљ имали да сачувају образ и да контролишу политичку, репутациону и дипломатску штету који би геноцид могао да изазове”.
Ихриг сугерише да је идеју њемачког подстицања можда првобитно ширила младотурска влада. Међу њемачких очевицима, најкритичнији је био бивши тумач Хајнрих Вирбихер, који је оптужио Њемачку да није раскинула са „стамболским атентаторима. [Њемачка влада] се придружила друштву злочинаца, који су имали све асове и подлегла је њиховој снажнијој вољи. Све је било подријеђено тежњи за фантомском побједом”. Јерменски историчар Вагн Дадрјан је тврдио да су њемачки званичници били „непосредни саучесници злочина које су овјековјечили званичници [турске] Специјалне организације чији су општи циљ подржавали, донекле финансирали и чували”. Према историчару Хилмару Кајзеру, „њемачко учешће у геноциду над Јерменима обухвата спектар који се креће од активног отпора до саучесништва. Јединствена њемачке политика није постојала.”
Према историчару Улриху Трампенеру, њемачка влада је имала мали утицај на османску владу, тако да је „непосредна заштита Јермена била потпуно изван могућности Њемачке”. Трампенер даље тврди да Њемачке није поздравила или подржала прогон Јермена, иако би јој требало замјерити „екстрему моралну равнодушност” према јерменској невољи и потпуни неуспјех да преузме било какве мјере да им помогне. Историчарка Маргарет Л. Андерсон сугерише да би било неразумно очекивати од Њемачке да прекине савез са Османским царством због јерменског питања, као што су Савезници захтијевали, али да би Њемачка могла бити окривљена што је сама себе лагала о истини о османским прогонима. Према историчару Ханс-Лукасу Кизеру, најбоља прилика за интервенцију била је крајем 1914, када су Нијемци могли да понове и нагласе своју посвећеност јерменским реформама. У недостатку посвећености, „њемачке власти су се могле много боље цјенкати у љето 1915. како би искључиле одређене скупине и регије из уклањања”, иако Кизер не мисли да је било могуће да Њемачка заустави геноцид. Истраживач геноцида Доналд Блоксхам је тврдио да „идеја о њемачкој улози у образовању политике геноцида… нема основа у доступној документацији.” Историчар Роналд Григор Сани тврди да је „најбоља ријеч за описивање њемачке улоге саучесништво (на њемачком Mitschuld), а не иницијација, учешће или одговорност… Њемачке дипломате и официри нису насилно интервенисали да би зауставили депортације и масакре Јермена. Имали су војну моћ, али не и политичку вољу да зауставе масакре.”
Према британском адвокату за људска права Џеферију Робертсону, да је геноцид над Јерменима почињен вијек касније, Међународни суд правде би „сматрао Њемачку одговорном за саучесништво у геноциду и прогону, пошто је имала пуна сазнања о масакрима и депортацијама и одлучила да не користи своју моћ у утицај на Османлије да их заустави.”

### Силвестер Ботрих
Потпуковник Силвестер Ботрих је, на примјер, потписао најмање једну наредбу о депортацији као шеф жељезничког одјељења османског генералштаба, што је резултирало отпуштањем и депортацијом хиљада Јермена.

### Еберхард Граф Волфскел фон Рајхенберг
Мајор Еберхард Граф Волфскел фон Рајхенберг је био и начелник штаба замјеник заповједника 4. османске армије Фахри-паше. Активно је учествовао у геноциду над Јерменима, када је њемачком артиљеријом 1915. уништио манастир у Зејтуну (Сулејманли) и јерменску четврт Урфа. Рајхенбергово гранатирање Урфе довело је до депортације и истребљења Јермена у граду.

### Ото фон Фелдман
Ото фон Фелдман је од октобра 1915. био начелник оперативног одјељења у османском генералштабу и давао је савјете да се „очисте одређене области […] од Јермена у одређено вријеме.” За Фелдмана су депортације биле неопходне и подршку њиховом извршењу сматрао је војном обавезом.

### Фридрих Бронзарт фон Шелендорф
Фридрих Бронзарт фон Шелендорф, њемачки заповједник у Османском царству, и, према Ихригу, други најмаћнији човјек у земљи послије Енвер-паше, жалио се на „цвиљење њемачких конзула који ништа не схватају о војној неопходности пресељења” Јермена. Неки историчари сматрају Шелендорфа одговорним као главног творца смртоносног концепта депортација и за подстицање геноцида над Јерменима.

### Колмар фон дер Голц
Колмар фон дер Голц био је врховни заповједник османске војске од октобра 1915. и учествовао је у геноциду над Јерменима заједно са Силвестером Ботрихом и другим њемачким официрима. Голц је развио прве планове за депортацију Јермена. Већ у октобру 1897. Голц је на свечаности Њемачко-турског удружења предложио да се пола милиона Јермена који живе на руској граници пресели у Месопотамију. Када му је Енвер-паша у марту 1915. уручио налог за депортацију, Голц је пристао.

## Посљедице
Након спровођења геноцида, Њемачка је покушала да своју улогу прикаже у најбољем свјетлу. Лепсиус је колекцију њемачких дипломатских саопштења о геноциду под називом Њемачка и Јерменија 1919. године. Међутим, уклонио је њемачки антијерменизам и информације које су Њемачку приказивале у лошем свјетлу, што је довело до тога да је књига описана као апологетска. Лепсиус је изјавио да је имао пун приступ њемачким архивама и да ниједан документ није измијењен, што није тачно. Међутим, књига је такође разоткрила стварност геноцида широј публици.
Предсједник Савезне Републике Њемачке Јоахим Гаук је 2015. признао „саодговорност” Њемачке у спровођењу геноцида. Бундестаг је 2016. скоро једногласно изгласао признање геноцида. У резолуцији је наведено:
Бундестаг жали због неславне улоге Њемачког царства, које, као главни савезник Османског царства, није покушало да заустави ове злочине против човјечности, упркос експлицитним информацијама о организованом протјеривању и истребљивању Јермена, укључујући и њемачке дипломате и мисионаре.